# Leichtweißhöhle

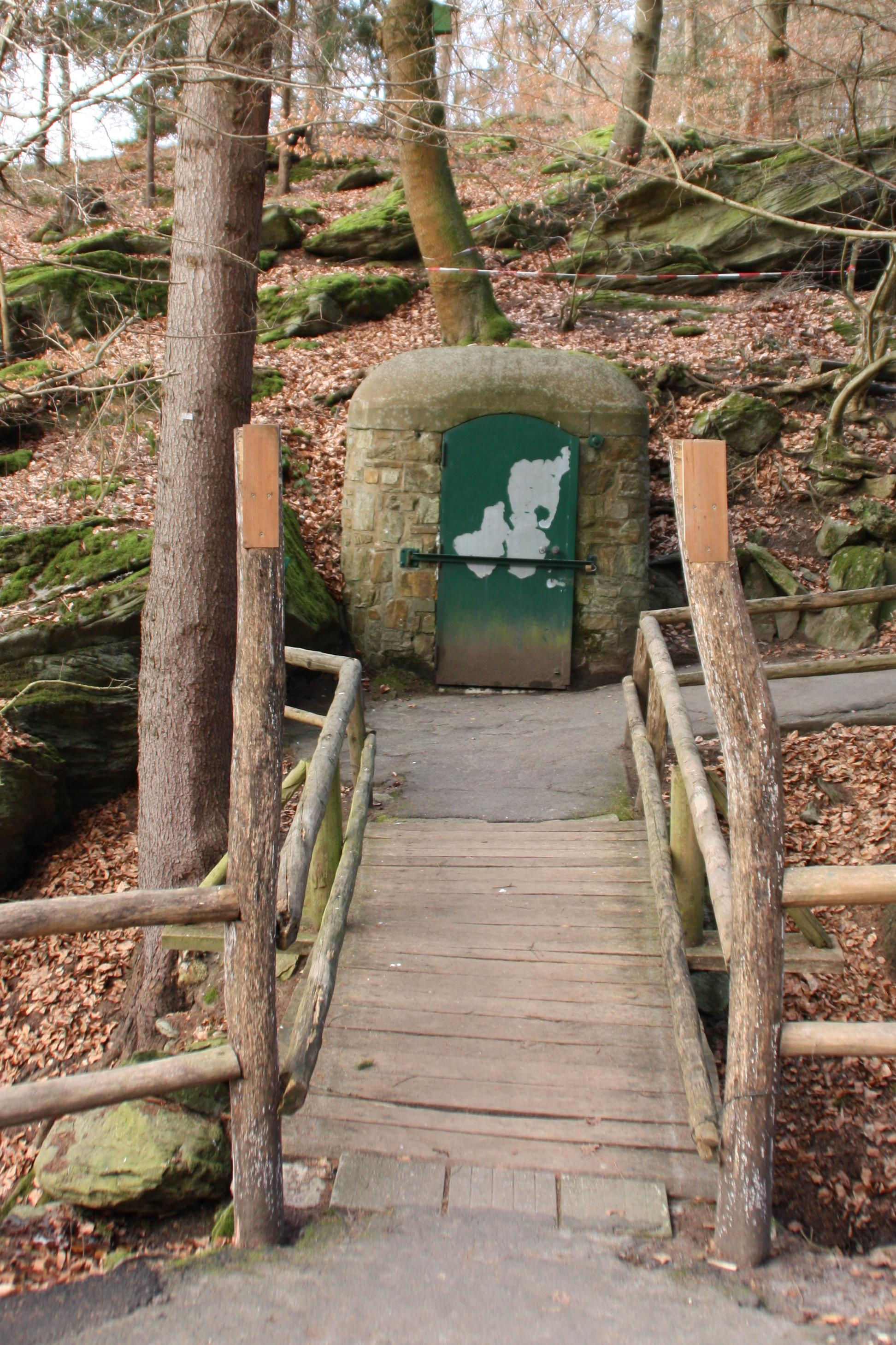
Zugang zur Leichtweißhöhle

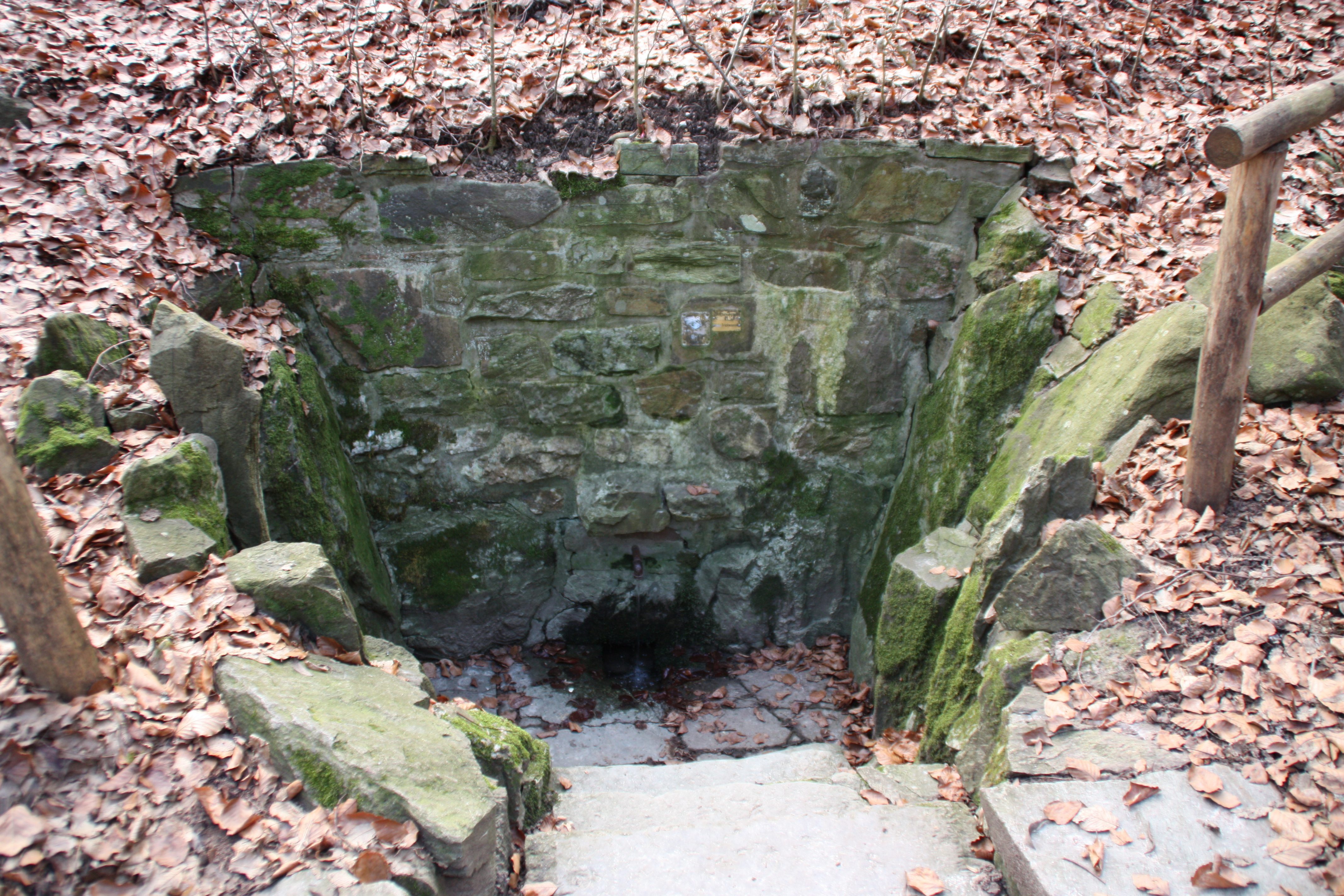
Quelle an der Leichtweißhöhle

Die Leichtweißhöhle ist eine Höhle im Wiesbadener Nerotal. Ihr Name ist auf den Wilddieb Heinrich Anton Leichtweiß zurückzuführen, der die Höhle von 1789 bis 1791 als Unterschlupf nutzte. Waldarbeiter entdeckten die Höhle und Leichtweiß aufgrund von aufsteigendem Rauch.
Die Leichtweißhöhle ist ursprünglich eine kleine Naturhöhle und nicht viel mehr als ein großer Felsüberhang, ein sogenannter Abri. Das örtliche Schiefergestein ist kein zur Verkarstung geeignetes Gestein. Weitere Höhlen finden sich nicht.
Die Höhle geriet in Vergessenheit, bis Wiesbaden als Kurbad internationalen Ruf erlangte und die Höhle sich zum beliebten Ausflugsziel entwickelte. Sie stellte eine der neuen Attraktionen dar, die den Besuchern Wiesbadens geboten werden sollten. Der Wiesbadener Verschönerungsverein baute 1856 die Höhle aus. Es wurde ein zweiter Eingang geschaffen, ein seitlich gelegener Raum und eine mit Moos ausgepolsterte Nische, die als Schlafstätte deklariert wurde. Die Höhle wurde auch entsprechend dekoriert, unter anderem mit alten Waffen und Bildern. Es folgte eine Romantisierung. Der aus dem Rabengrund kommend an der Höhle vorbeilaufende Schwarzbach erhielt einen künstlichen Wasserfall und zur Bachquerung wurde eine Holzbrücke gebaut. Oberhalb der Höhle wurde ein Aussichtspavillon angelegt, und die Zuwege zur Höhle wurden mit Geländern und der Höhleneingang mit einem Holzvorbau ausgestattet. Diese Veränderungen waren so umfangreich, dass der ursprüngliche Zustand heute kaum noch zu erkennen ist. 
1905 besuchte Kaiser Wilhelm II. mit seiner Gattin die Höhle. 
1934 nutzte die Gestapo die Leichtweißhöhle als Folterkeller.
Mit dem Niedergang der Wiesbadener Kur speziell nach dem Ende des Zweiten Weltkriegs verlor die Höhle an Bedeutung und wurde geschlossen. Durch Vandalismus und fehlende Pflege wurden die Außenanlagen in starke Mitleidenschaft gezogen. Vielfach wurde die Höhle als Unterschlupf genutzt. 1983 wurde der Eingang in massiver Form erneuert. Seither wird die Höhle halbjährig wieder regelmäßig Besuchern zugänglich gemacht.